# Paradijskerk

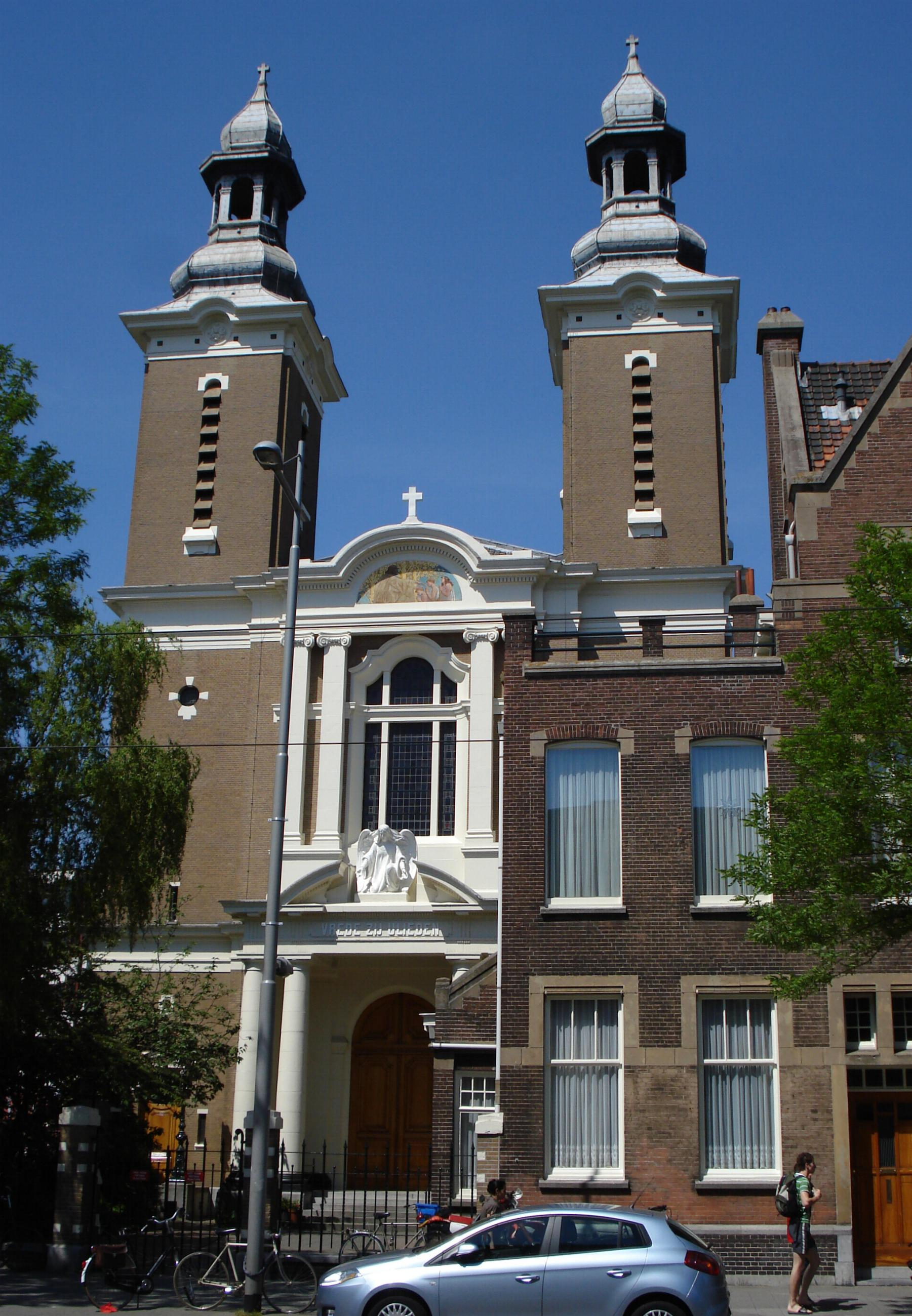
Die Paradijskerk

Die Paradijskerk ist ein altkatholisches Kirchengebäude am Nieuwe Binnenweg in Rotterdam. Sie steht als Rijksmonument mit der Nummer 32801 unter Denkmalschutz.

## Geschichte

### Von der Hauskapelle zurschuilkerk

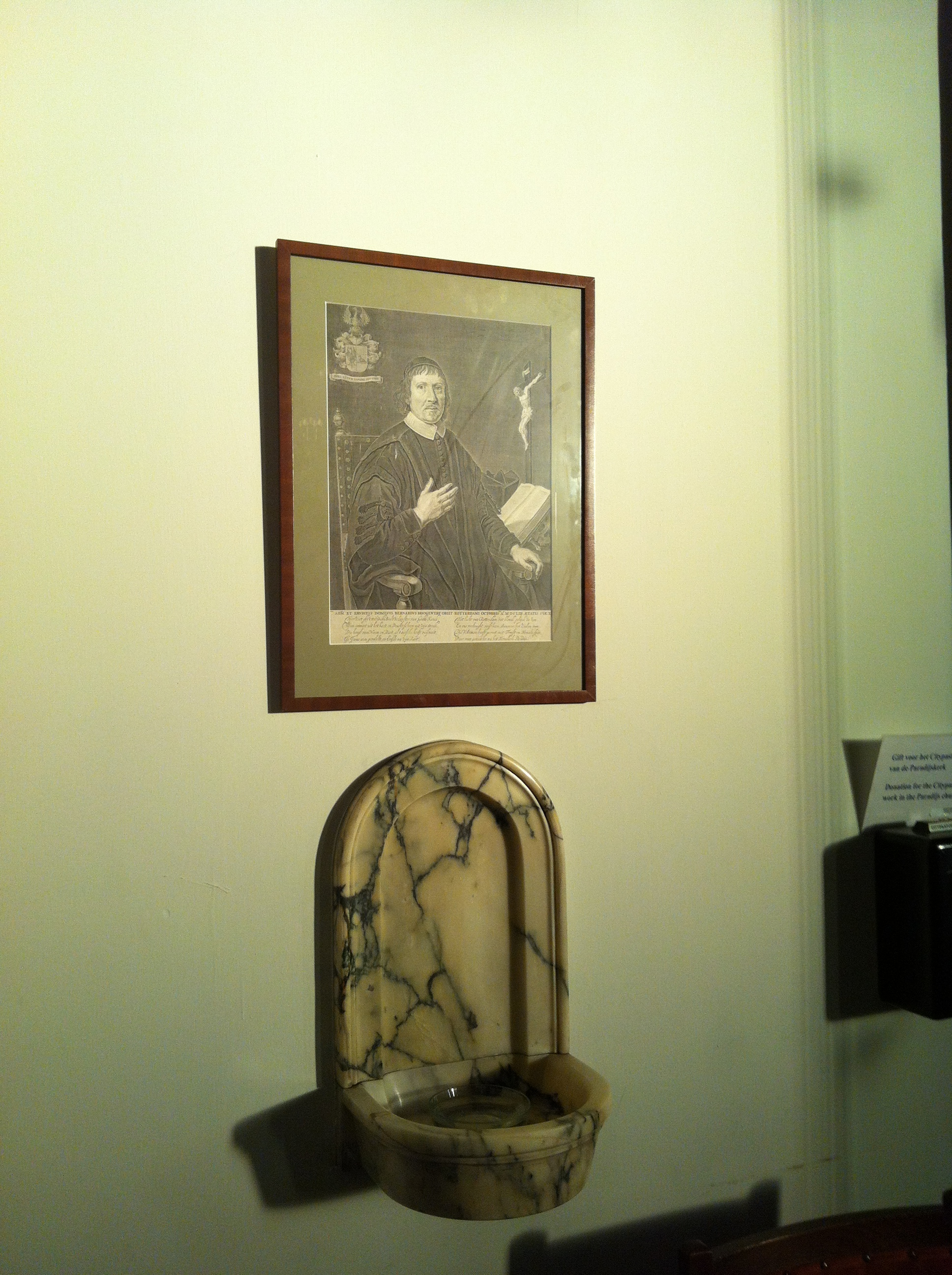
Porträt des Stifters Bernardus Hoogewerff in der Paradijskerk

Im Jahr 1647 stiftete Kaplan Bernardus Hoogewerff (1613–1653) den Bauplatz für eine neue Kirche in Rotterdam, da die bisherige schuilkerk an de Oppert zu klein geworden war. Dies geschah in seinem Geburtshaus, das Het Paradijs („Das Paradies“) genannt wurde, gelegen in der alten Innenstadt Rotterdams zwischen der Slijkvaart (später Lange Torenstraat) und der Delftsevaart, unweit der Laurenskerk. Die neue Kirche wurde den Aposteln Petrus und Paulus gewidmet, sie wurde 1649 von Philippus Rovenius als Pfarrgemeinde anerkannt.
1718 wurde an der Lange Torenstraat an der Stelle einer zu klein gewordenen Kapelle mit dem Bau einer neuen schuilkerk begonnen, die ein Jahr darauf fertiggestellt wurde. Diese Kirche wurde mit Bildhauerarbeiten von Alexander Dominicus Pluskens ausgestattet.
Anlässlich des Utrechter Schismas von 1723 schloss sich die Kirchengemeinde dem Utrechter Domkapitel an und gehörte damit der Oud-Bisschoppelijke Clerezie, der späteren Oud-Katholieke Kerk van Nederland an.
Erst als das Gebäude 1901 einen neuen Vorbau erhielt, war es von der Straße her als Kirche erkennbar.

### Neubau
Im Jahr 1907 wurde die Kirche an der Delftsevaart baufällig und konnte nicht mehr genutzt werden. Die Gemeinde beschloss, nach dem Entwurf des Architekten Petrus Augustinus Weeldenburg am Nieuwe Binnenweg ein neues Kirchengebäude zu errichten. Der Bau begann 1908, und am 30. Juni 1910 wurde die neobarocke Kirche durch den Bischof von Deventer Nicolaus Bartholomeus Petrus Spit, der zugleich Pfarrer der Gemeinde in Rotterdam war, geweiht.

## Kirchtürme und Geläut
Auffällig sind die doppelten, im neobarocken Stil errichteten 50 Meter hohen Kirchtürme, die an eine Kathedrale erinnern. Nur im rechten Kirchturm finden sich Glocken. Die erste Glocke wurde 1960 zum 50-jährigen Jubiläum der Gemeinde gestiftet und am 29. Juni 1960 vom Erzbischof von Utrecht Andreas Rinkel geweiht. Die drei übrigen Glocken stammen aus dem Jahr 1999 und wurden nach früheren altkatholischen Kirchen in Rotterdam benannt. Alle Glocken werden von Hand geläutet.
| Nr. | Name             | Schlagton | Durchmesser (cm) | Gewicht (kg) | Glockengießer | Gussjahr |
| --- | ---------------- | --------- | ---------------- | ------------ | ------------- | -------- |
| 1   | Petrus en Paulus | a1        | 92               | 479          | Eijsbouts     | 1960     |
| 2   | Laurentius       | cis2      | 76,7             | 287          | Eijsbouts     | 1999     |
| 3   | Maria Magdalena  | e2        | 66               | 190          | Eijsbouts     | 1999     |
| 4   | Jakobus maior    | fis2      | 60               | 147          | Eijsbouts     | 1999     |

## Ausstattung

### Eingangsbereich

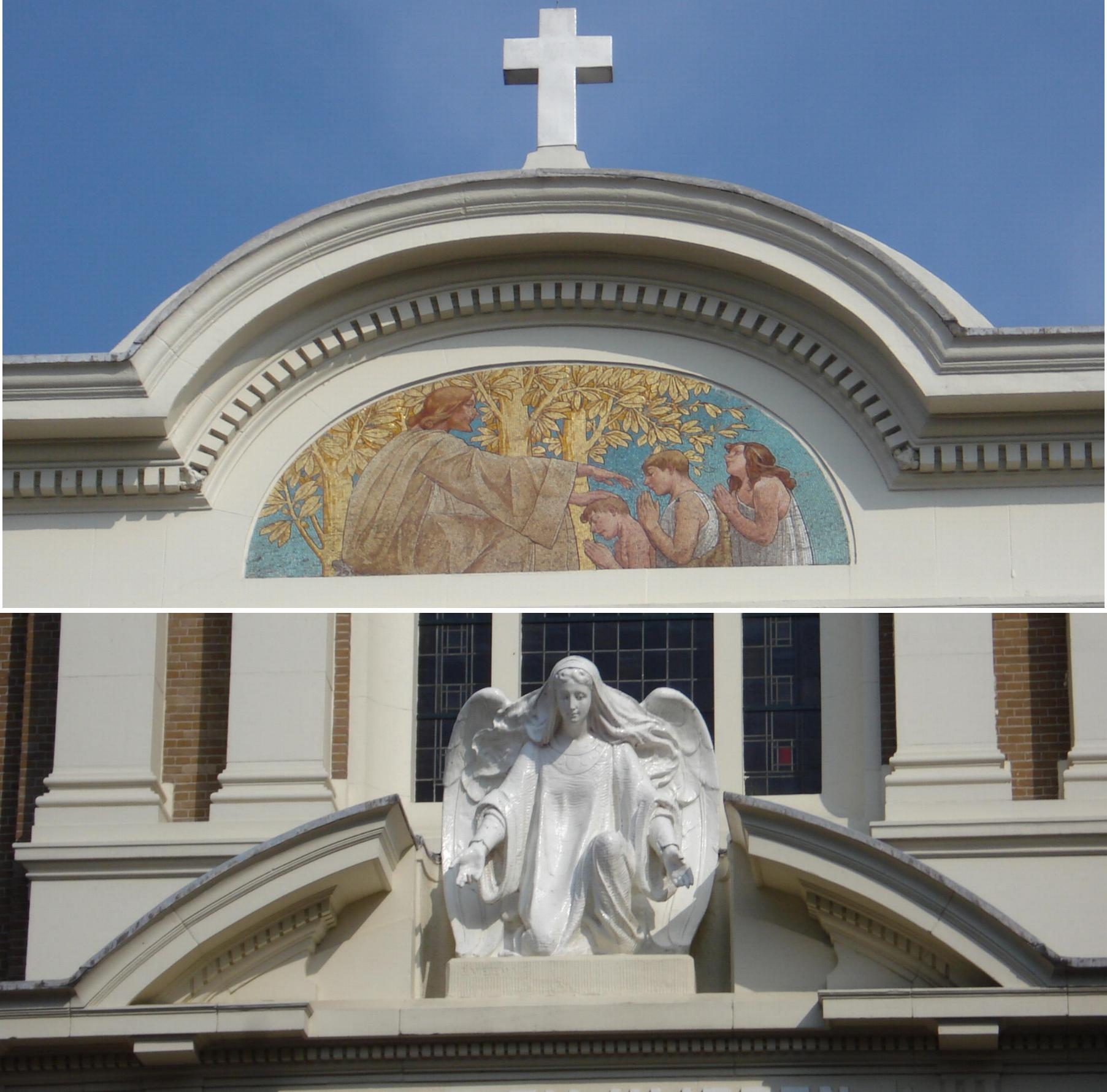
Der Eingangsgiebel

Über dem Haupteingang steht die Figur eines von Simon Miedema geschaffenen Engels, der gastfreundlich seine Arme ausstreckt. Darunter liest man den Bibelvers aus Johannes 20,19  „Friede sei mit euch.“ Im Giebelbereich ist ein Mosaik angebracht, das die Segnung der Kinder durch Jesus darstellt.

### Innenausstattung

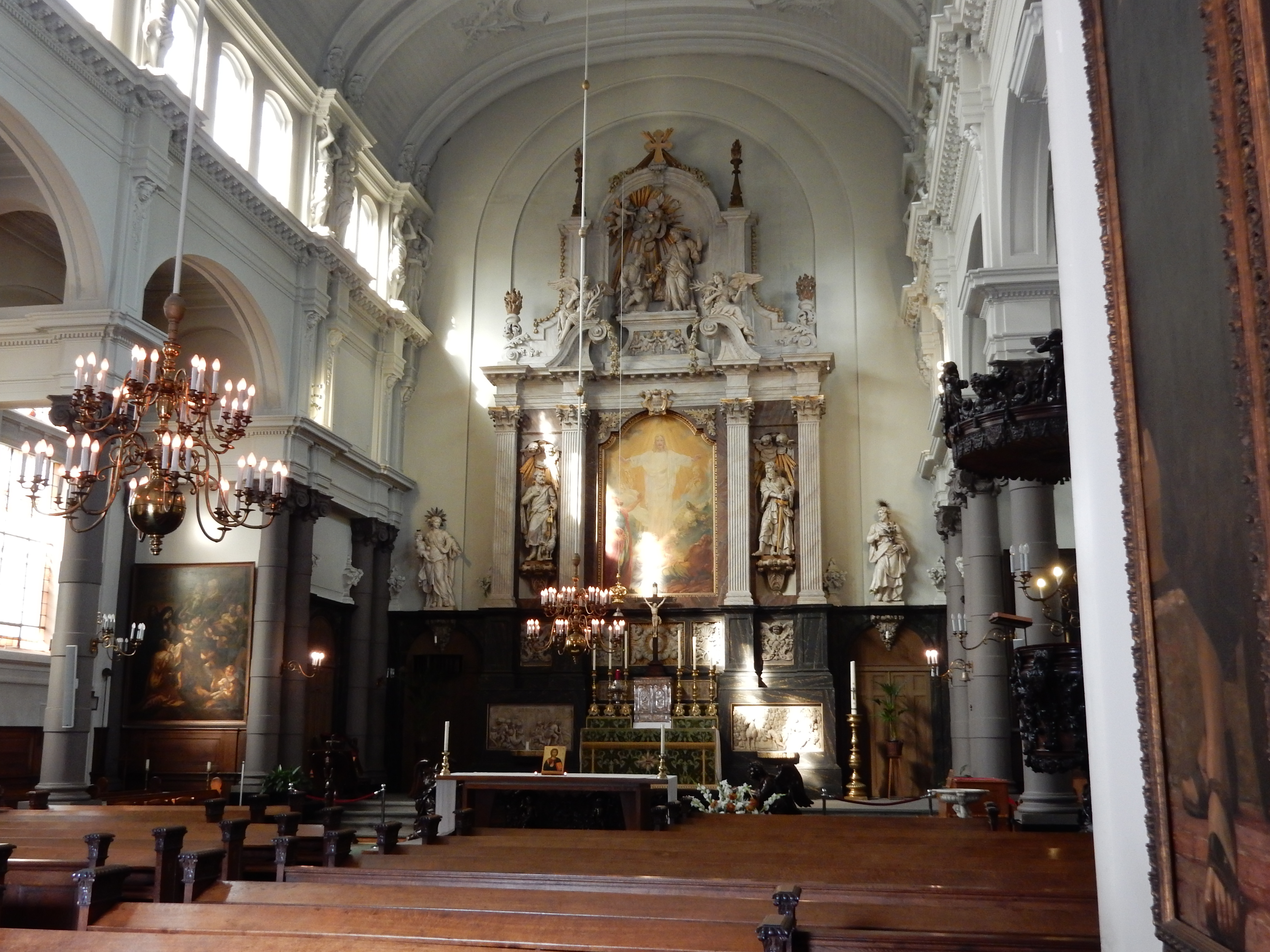
Das Innere der Kirche

Die Kirche hat bleigefasste Fenster, die von dem Brüsseler Glaskünstler Louis Struys gefertigt wurden. Sie stellen St. Petrus, den Apostel Johannes, St. Paulus, Willibrord, Thomas von Kempen und Augustinus dar.
Die aus dem 18. Jahrhundert stammende Ausstattung der älteren Kirche wurde in das spätere Gebäude übernommen, hierzu gehören der Hochaltar, die Orgel, der Tabernakel und die Kommunionbank. Die Bildhauerarbeiten des Altars, die Kanzel, die Kommunionbank und der Orgelprospekt wurden von dem flämischen Bildhauer Alexander Dominicus Pluskens gefertigt.
Das ursprüngliche Altarbild, das die Verklärung Jesu darstellte, wurde beim Umzug in die neue Kirche ersetzt durch ein neues Altarbild von Huib Luns.
Bei der Bombardierung von Rotterdam im Mai 1940 wurden im Zentrum von Rotterdam nahezu alle Kirchen zerstört, nur die Paradijskerk blieb verschont. Sie ist daher die einzige Rotterdamer Kirche mit einer erhaltenen barocken Ausstattung.

## Orgel

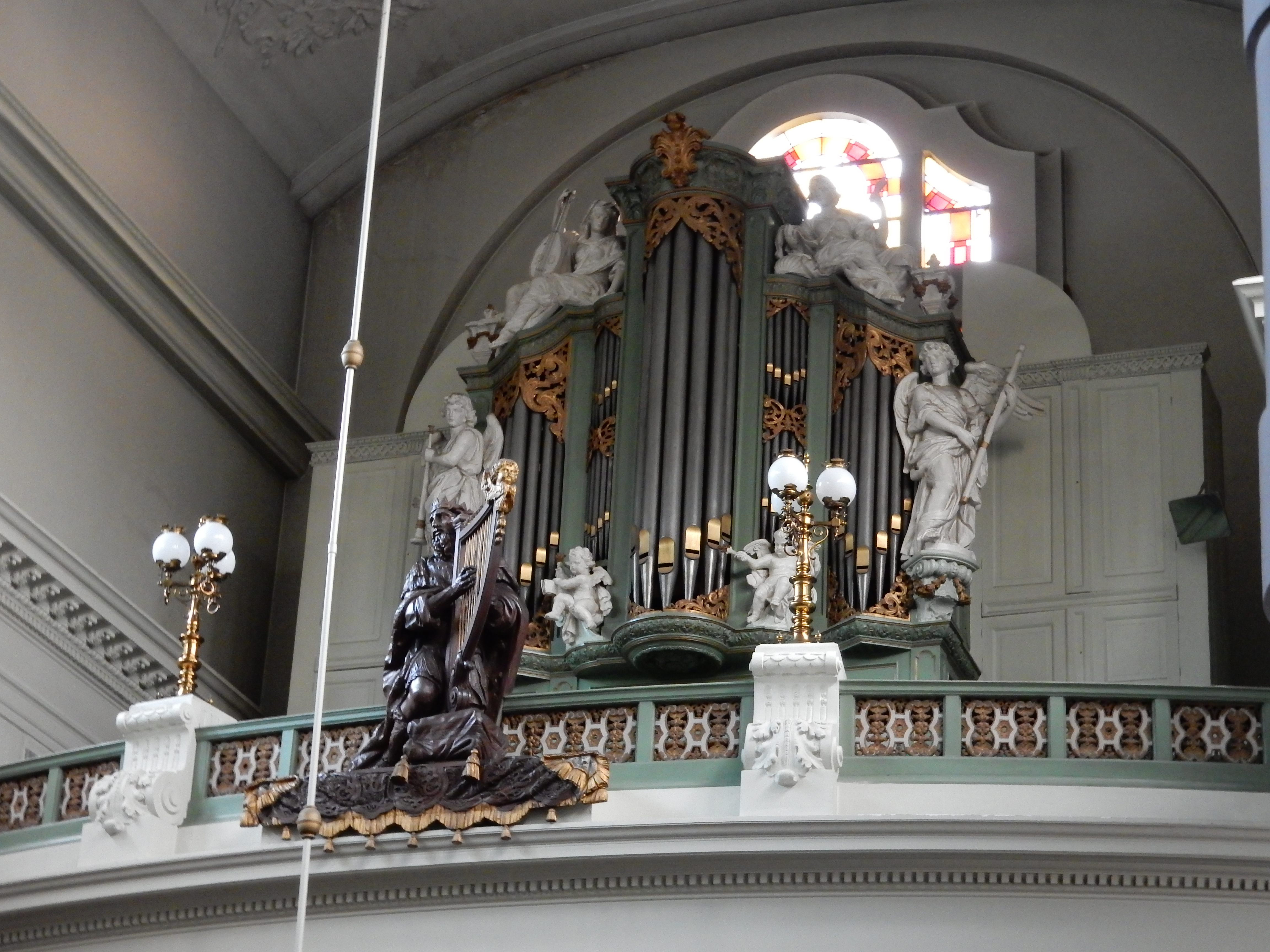
Verhofstad-Witte-Orgel in der Paradijskerk Rotterdam

### Geschichte der Orgel

#### Ursprung
Beim Bau der Orgel verwendete Christian Gottlieb Friedrich Witte das bestehende Orgelgehäuse und weitere Teile eines Instruments, das von dem Orgelbauer Matthijs Verhofstadt stammte. Das Gehäuse ist mit 1721 datiert, als Verhofstadt eine neue Orgel für die vormalige Paradijskerk disponierte. Der Prospekt stammt von dem flämischen Bildhauer Alexander Dominicus Pluskens, der auch andere Ausstattungsgegenstände der Paradijskerk schuf.
Der runde Pedalturm in der Mitte des Prospekts wird flankiert von nach hinten wegstrebenden Seitenfeldern. Die hohen Pfeifentürme mit absteigender Oberlinie sind für jene Zeit in den Niederlanden sehr ungewöhnlich. Die Ornamentik verweist auf Werke von Daniel Marot.
Der Pfeifenbestand stammt zu einem Teil aus dem 18. Jahrhundert, insbesondere die Register Bourdon 16' (Diskant), Prestant 8', Roerfluit 8', Octaaf 4', Fluit 4', Mixtuur und Trompet (bekers) im Hauptwerk; Holfluit 8' und Woudfluit 2' im Brustwerk; Octaaf 8' und Fluit 8' im Pedal. Das übrige Pfeifenwerk stammt von 1858, insbesondere die Quint 3' und die Octaaf 2' im Hauptwerk wie auch der Prestant 4' im Brustwerk.

#### Umbauten
Die Orgel wurde 1907 aus der damaligen Paradijskerk ausgebaut, da diese baufällig wurde. Drei Jahre später wurde das Instrument in der neuerbauten Kirche neu errichtet. Hierbei wurde das Orgelgehäuse tiefer angelegt und das Instrument wurde um ein Oberwerk und einen Schwellkasten erweitert. Zudem wurde ein Register Gemshoorn 8' hinzugefügt. Die Quint 3' des Hauptwerks wurde ersetzt durch eine Viola d’Amour 8'.
Im Jahr 1914 baute De Koff einen Windregulator ein. 1927 versah er die Orgel mit einem neuen freistehenden Spieltisch, der einige Meter vor der Orgel lag, der vorherige Spieltisch verschwand. Bei der Disposition kam eine Koppel Pedal-Brustwerk hinzu, auf die Windlade des Gemshorns wurde eine Voix Céleste 8' aufgesetzt.

#### Restaurierungen
In den Jahren 1972 und 1973 führte die Orgelbaufirma Verschueren (Heythuysen) eine umfassende Restaurierung durch, die den Zustand von 1858 zum Ausgangspunkt nahm. Der Spieltisch von 1927 wurde entfernt und die Manuale und das Pedal sowie die Traktur wurden an der ursprünglichen Stelle rekonstruiert. Das Orgelgehäuse wurde auf seine frühere Tiefe zurückgebaut und der Schwellkasten des Oberwerks wurde vergrößert. Die Windladen wurden restauriert und die Disposition überarbeitet. Im Hauptwerk wurden die Register Viola d’Amour 8' und Woudfluit 2' ersetzt durch eine neue Quint 3' und eine neue Octaaf 2', ferner wurde die Zusammensetzung des Cornets überarbeitet. Auf das Oberwerk liefen nun die Register Gemshoorn 8' und Voix Céleste 8', auch wurde der Prestant 8' erhöht auf einen Prestant 4'. Ferner wurde die Woudfluit 2' in das Hauptwerk versetzt.

### Disposition
Die Disposition der Orgel ist folgendermaßen:
| I Hoofdwerk C–f3 |     |
| Bourdon          | 16′ |
| Prestant         | 8′  |
| Roerfluit        | 8′  |
| Octaaf           | 4′  |
| Fluit            | 4′  |
| Quint            | 3′  |
| Octaaf           | 2′  |
| Mixtuur III B    |     |
| Cornet V D       |     |
| Trompet          | 8′  |

| II Bovenwerk C–f3 |    |
| Holfluit          | 8′ |
| Viola             | 8′ |
| Prestant          | 4′ |
| Roerfluit         | 4′ |
| Woudfluit         | 2′ |
| Dulciaan          | 8′ |

| Pedaal C–d1 |     |
| Subbas      | 16′ |
| Octaaf      | 8′  |
| Fluit       | 8′  |
| Trombone    | 8′  |

- Koppeln: II/I, I/P, II/P

## Geistliche
Die folgenden Personen wirkten als Seelsorger an der Paradijskerk:
- Bernardus Moldijk (1647–1648)
- Johannes van Oyen (1649–1652)
- Adrianus van Oudheusden (1652–1682)
- Hugo Franciscus Gael (1682–1693)
- Petrus van Kuyk (1693–1717)
- Johannes van Beek (1717–1751)
- Matthias Theodorus Hachten (1751–1752)
- Franciscus de Haan (1752–1766)
- Cornelius Kas (1766–1792)
- Gijsbertus de Jong, Bischof von Deventer (1792–1824)
- Gerardus Spit (1824–1859)
- Johannes Verhey (1859–1884)
- Nicolaus Bartholomeus Petrus Spit, Bischof von Deventer (1884–1922)
- Petrus Johannes van Buuren (1922–1945)
- Franciscus Timotheüs van der Steen (1945–1949)
- Johannes Adrianus Jan van Zanten (1949–1953)
- Gerhardus Anselmus van Kleef (1953–1967), danach Bischof von Haarlem
- Jan Bergers (1968–1970)
- George Johan Blom (1970–1974)
- Frederik Smit (1974–1980)
- Jacob Spaans (1980–1983)
- Antonius Jan Glazemaker, Erzbischof von Utrecht (1984)
- Willem Albert Eman (1985)
- Jan Nieuwenhuizen (1985–1993)
- Wietse Berend van der Velde (1993–2002)
- Franciscus Antonius van Sark (2003–2008)
- Pieter van Tilburg (2008–2012)
- Hans de Rie (2012–2022)
- Bruce Rienstra (seit 2022)

## Nutzung
Das Kirchengebäude ist Eigentum der altkatholischen Pfarrgemeinde HH. Petrus en Paulus. Von 1968 bis einschließlich 2015 wurde es von der früheren römisch-katholischen St.-Josefs-Pfarrei gemietet. Nach Zusammenschluss dieser Pfarrei mit zwei anderen Pfarrgemeinden wurde die Paradijskerk als römisch-katholische Gottesdienststation aufgegeben und der Mietvertrag wurde gekündigt.